# Awraham-Chajjim Szag
Awraham-Chajjim Szag (hebr.: אברהם-חיים שאג, ang.: Avraham-Haim Shag, ur. 17 lipca 1883 lub 1887 w Jerozolimie, zm. 6 grudnia 1958) – izraelski polityk, w latach 1949–1951 poseł do Knesetu z listy Zjednoczonego Frontu Religijnego.
W wyborach parlamentarnych w 1949 po raz pierwszy i jedyny dostał się do izraelskiego parlamentu.